# Danh sách album quán quân năm 2013 (Mỹ)

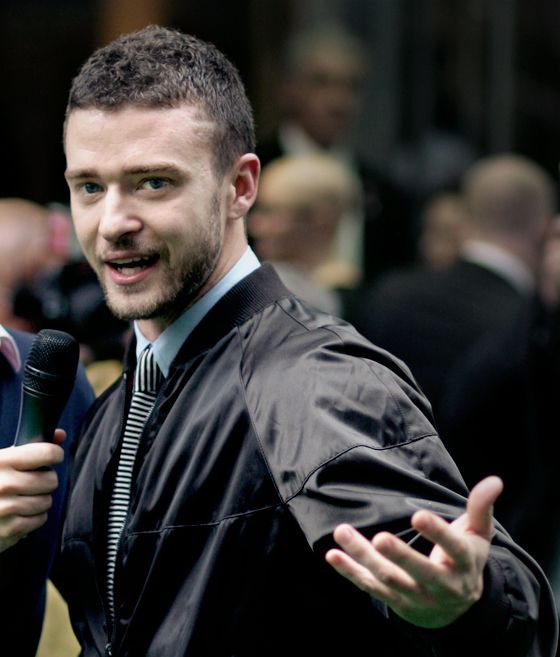
Justin Timberlake (ảnh) đạt được album quán quân thứ hai và thứ ba trong sự nghiệp với 2 album liên tiếp The 20/20 Experience và The 20/20 Experience – 2 of 2. The 20/20 Experience là album bán chạy nhất năm 2013 trên thị trường Hoa Kỳ

Các album và EP bán chạy nhất tại Hoa Kỳ được xếp hạng trên bảng xếp hạng US Billboard 200. Bảng xếp hạng này được xuất bản bởi tạp chí Billboard. Số liệu được biên soạn bởi Nielsen Soundscan dựa trên doanh số đĩa vật lý và kỹ thuật số hằng tuần của mỗi album. Trong năm 2013, có tổng cộng 44 album đạt đến vị trí quán quân trên bảng xếp hạng. Một trong số đó, album Red của nữ ca sĩ nhạc đồng quê Taylor Swift xuất hiện ở ngôi quán quân từ cuối năm 2012.
Album The 20/20 Experience của Justin Timberlake là album có số tuần ở ngôi quán quân nhiều nhất năm, với 3 tuần liên tiếp ở ngôi vị quán quân. Các album khác có nhiều tuần ở vị trí số 1 là Red của Taylor Swift, Babel của Mumford & Sons, Random Access Memories của Daft Punk, Magna Carta Holy Grail của Jay-Z, Crash My Party của Luke Bryan và The Marshall Mathers LP 2 của Eminem; mỗi album trải qua 2 tuần ở vị trí quán quân. Xuyên suốt năm 2013, chỉ có duy nhất 2 nghệ sĩ có nhiều album đạt vị trí quán quân: Justin Timberlake với The 20/20 Experience và The 20/20 Experience – 2 of 2, và Luke Bryan với Spring Break...Here to Party và Crash My Party.
The 20/20 Experience bán ra 968.000 bản trong tuần đầu phát hành, trở thành album bán nhanh nhất trong tuần đầu của năm 2013. The Marshall Mathers LP 2 của Emienm bán được 792.000 bản trong tuần đầu, trở thành album có doanh số cao thứ nhì trong tuần đầu phát hành. Trong khi đó, Beyoncé Knowles đánh dấu album phòng thu thứ năm liên tiếp quán quân bảng xếp hạng trong sự nghiệp với album có tựa đề chính tên cô; và đây cũng là album có doanh số cao nhất trong tuần đầu của một nghệ sĩ trong năm 2013, và vượt qua doanh số trong tuần đầu của các album được Knowles phát hành trước đó. Knowles là nữ nghệ sĩ duy nhất trong lịch sử của bảng xếp hạng có được 5 album đầu tiên vươn tới vị trí quán quân.
The 20/20 Experience là album bán chạy nhất năm 2013, với tổng doanh số đạt 2.373.000 bản tại Hoa Kỳ.

## Lịch sử xếp hạng

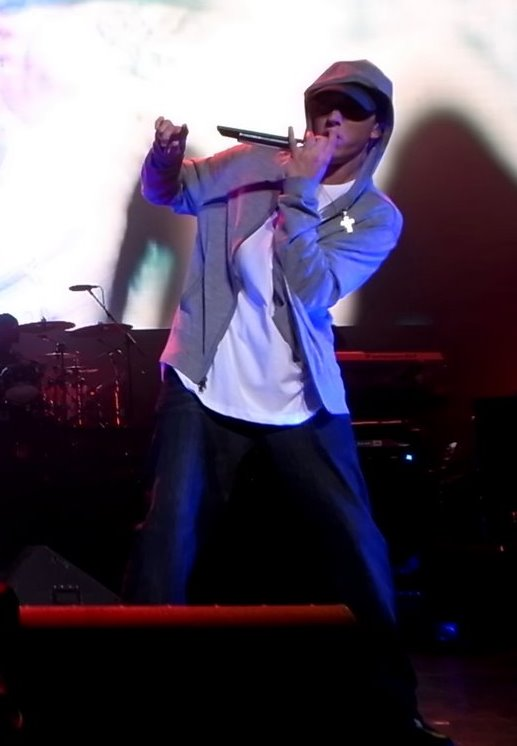
Eminem (ảnh) có được album quán quân thứ sáu với The Marshall Mathers LP 2, trải qua 2 tuần không liên tiếp ở vị trí quán quân

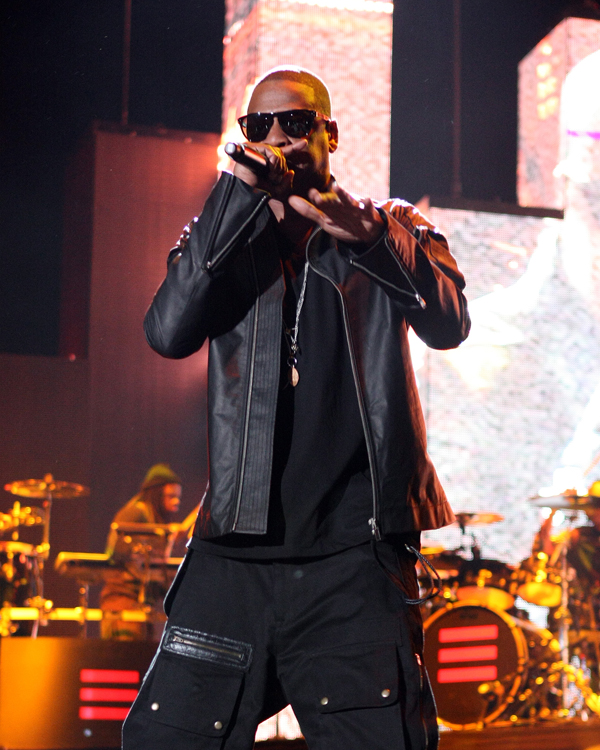
Magna Carta Holy Grail là album quán quân thứ 13 tại Hoa Kỳ trong sự nghiệp của Jay-Z (ảnh).

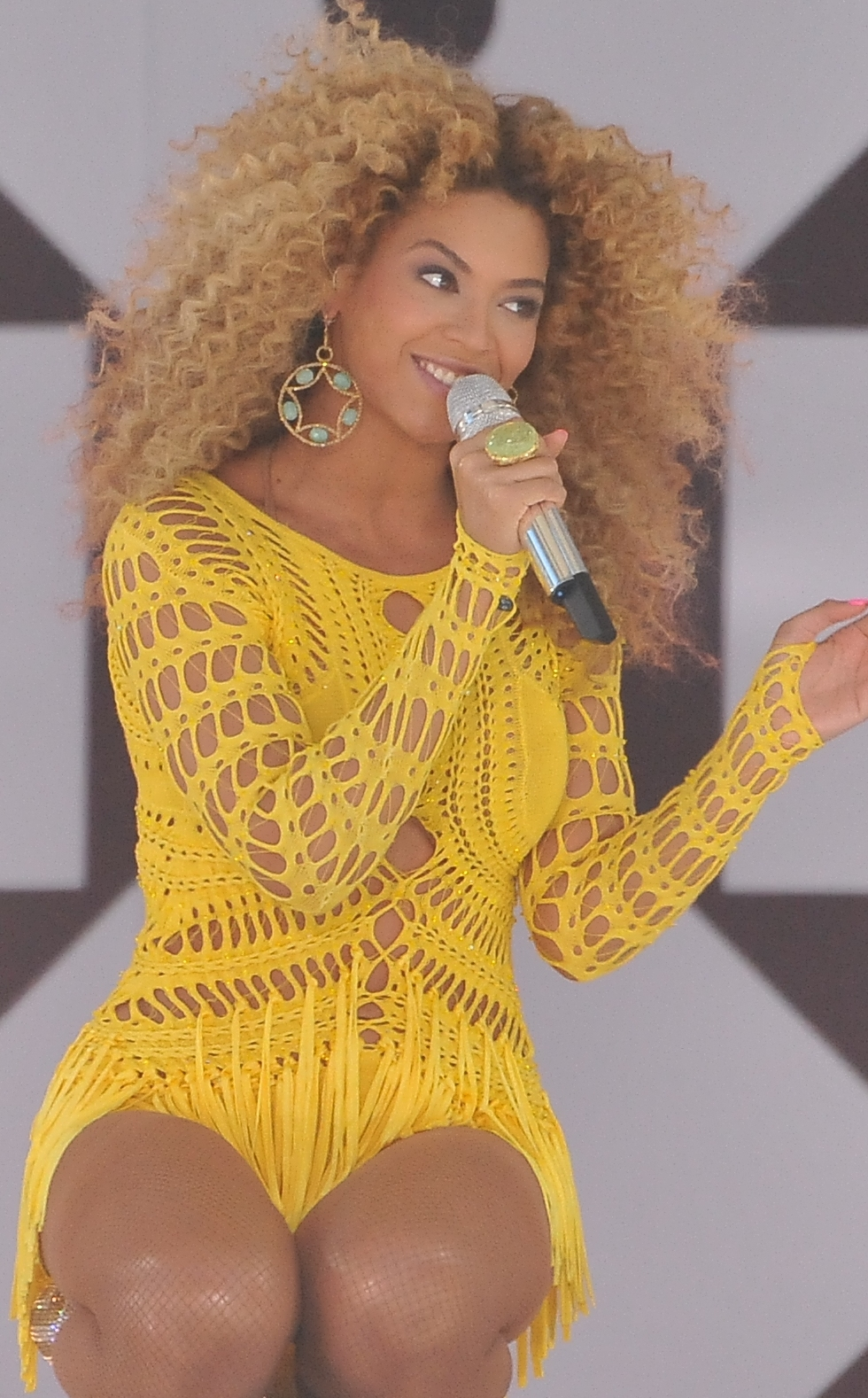
Beyoncé (ảnh) có được album phòng thu được đặt theo tên của chính cô ra mắt ở vị trí số 1, trở thành nữ nghệ sĩ có doanh số album trong tuần đầu cao nhất năm 2013.

| Album quán quân bảng xếp hạng cuối năm 2013 | Chỉ album quán quân bảng xếp hạng cuối năm 2013 của Billboard |

| Ấn bản ngày | Album                                                         | Nghệ sĩ                 | Nguồn         |
| ----------- | ------------------------------------------------------------- | ----------------------- | ------------- |
| 5 tháng 1   | Red                                                           | Taylor Swift            | [ 6 ]         |
| 12 tháng 1  | Red                                                           | Taylor Swift            | [ 7 ]         |
| 19 tháng 1  | Les Misérables: Highlights from the Motion Picture Soundtrack | Nhạc phim               | [ 8 ]         |
| 26 tháng 1  | Burning Lights                                                | Chris Tomlin            | [ 9 ]         |
| 2 tháng 2   | Long. Live. ASAP                                              | ASAP Rocky              | [ 10 ]        |
| 9 tháng 2   | Set You Free                                                  | Gary Allan              | [ 11 ]        |
| 16 tháng 2  | Believe Acoustic                                              | Justin Bieber           | [ 12 ]        |
| 23 tháng 2  | All That Echoes                                               | Josh Groban             | [ 13 ]        |
| 2 tháng 3   | Babel                                                         | Mumford & Sons          | [ 14 ]        |
| 9 tháng 3   | Babel                                                         | Mumford & Sons          | [ 15 ]        |
| 16 tháng 3  | Unorthodox Jukebox                                            | Bruno Mars              | [ 16 ]        |
| 23 tháng 3  | Spring Break...Here to Party                                  | Luke Bryan              | [ 17 ]        |
| 30 tháng 3  | What About Now                                                | Bon Jovi                | [ 18 ] [ 19 ] |
| 6 tháng 4   | The 20/20 Experience                                          | Justin Timberlake       | [ 20 ] [ 21 ] |
| 13 tháng 4  | The 20/20 Experience                                          | Justin Timberlake       | [ 22 ]        |
| 20 tháng 4  | The 20/20 Experience                                          | Justin Timberlake       | [ 2 ]         |
| 27 tháng 4  | Paramore                                                      | Paramore                | [ 23 ]        |
| 4 tháng 5   | Save Rock and Roll                                            | Fall Out Boy            | [ 24 ]        |
| 11 tháng 5  | To Be Loved                                                   | Michael Bublé           | [ 25 ]        |
| 18 tháng 5  | Life on a Rock                                                | Kenny Chesney           | [ 26 ]        |
| 25 tháng 5  | Golden                                                        | Lady Antebellum         | [ 27 ]        |
| 1 tháng 6   | Modern Vampires of the City                                   | Vampire Weekend         | [ 28 ]        |
| 8 tháng 6   | Random Access Memories                                        | Daft Punk               | [ 29 ]        |
| 15 tháng 6  | Random Access Memories                                        | Daft Punk               | [ 30 ]        |
| 22 tháng 6  | ...Like Clockwork                                             | Queens of the Stone Age | [ 31 ]        |
| 29 tháng 6  | 13                                                            | Black Sabbath           | [ 32 ]        |
| 6 tháng 7   | Yeezus                                                        | Kanye West              | [ 33 ]        |
| 13 tháng 7  | The Gifted                                                    | Wale                    | [ 34 ]        |
| 20 tháng 7  | Born Sinner                                                   | J. Cole                 | [ 35 ]        |
| 27 tháng 7  | Magna Carta Holy Grail                                        | Jay-Z                   | [ 36 ]        |
| 3 tháng 8   | Magna Carta Holy Grail                                        | Jay-Z                   | [ 37 ]        |
| 10 tháng 8  | Stars Dance                                                   | Selena Gomez            | [ 38 ]        |
| 17 tháng 8  | Blurred Lines                                                 | Robin Thicke            | [ 39 ]        |
| 24 tháng 8  | The Civil Wars                                                | The Civil Wars          | [ 40 ]        |
| 31 tháng 8  | Crash My Party                                                | Luke Bryan              | [ 41 ]        |
| 7 tháng 9   | Crash My Party                                                | Luke Bryan              | [ 42 ]        |
| 14 tháng 9  | Hail to the King                                              | Avenged Sevenfold       | [ 43 ]        |
| 21 tháng 9  | Yours Truly                                                   | Ariana Grande           | [ 44 ]        |
| 28 tháng 9  | Fuse                                                          | Keith Urban             | [ 45 ]        |
| 5 tháng 10  | From Here to Now to You                                       | Jack Johnson            | [ 46 ]        |
| 12 tháng 10 | Nothing Was the Same                                          | Drake                   | [ 47 ]        |
| 19 tháng 10 | The 20/20 Experience – 2 of 2                                 | Justin Timberlake       | [ 48 ]        |
| 26 tháng 10 | Bangerz                                                       | Miley Cyrus             | [ 49 ]        |
| 2 tháng 11  | Lightning Bolt                                                | Pearl Jam               | [ 50 ]        |
| 9 tháng 11  | Prism                                                         | Katy Perry              | [ 51 ]        |
| 16 tháng 11 | Reflektor                                                     | Arcade Fire             | [ 52 ]        |
| 23 tháng 11 | The Marshall Mathers LP 2                                     | Eminem                  | [ 53 ]        |
| 30 tháng 11 | Artpop                                                        | Lady Gaga               | [ 54 ]        |
| 7 tháng 12  | The Marshall Mathers LP 2                                     | Eminem                  | [ 55 ]        |
| 14 tháng 12 | Midnight Memories                                             | One Direction           | [ 56 ]        |
| 21 tháng 12 | Blame It All on My Roots: Five Decades of Influences          | Garth Brooks            | [ 57 ]        |
| 28 tháng 12 | Beyoncé                                                       | Beyoncé                 | [ 4 ]         |